# Mighty Switch Force! 2
Mighty Switch Force! 2 est un jeu vidéo d'action, de plates-formes et de réflexion développé et édité par WayForward Technologies, sorti en 2013 sur Wii U et Nintendo 3DS.
Il fait suite à Mighty Switch Force!.

## Accueil
- Edge : 6/10 (3DS)[1]